# Yoann Touzghar
Yoann Touzghar, né le 28 novembre 1986 à Avignon (Vaucluse, en France), est un footballeur international tunisien également détenteur de la nationalité française. Il évolue au poste d'avant-centre entre 2005 et 2025.

## Biographie

### RC Grasse (2005-2010)
Yoann Touzghar, né d'une mère d'origine tunisienne et d'un père marocain, n'est pas passé par un centre de formation. Issu du football amateur, il joue pendant quatre ans au RC Grasse en Division d'honneur et termine avec son club champion en 2009. Il accède alors au CFA 2 pour la saison 2009-2010, où il marque douze buts en une vingtaine de matchs et frôle l'accession en CFA. Ces performances lui permettent de se faire superviser par des clubs professionnels. Il signe alors son premier contrat professionnel avec l'Amiens SC, qui vient de descendre en National.

### Amiens SC (2010-2012)
Touzghar fait ses débuts professionnels avec l'Amiens SC en 2010. Il est d'abord remplaçant, barré en attaque par Nicolas Raynier. Il inscrit son premier but de la saison lors de la dixième journée contre l'UJA Alfortville, puis obtient progressivement du temps de jeu, et finit par gagner sa place de titulaire, associé en attaque avec Rafik Saïfi. Il termine cette saison comme deuxième meilleur buteur de l'équipe, avec huit buts en championnat, et participe à la remontée de l'Amiens SC en Ligue 2. En Ligue 2, il est à nouveau titulaire, mais ne peut empêcher le club de redescendre en National.

### RC Lens (2012-2015)
Après un premier transfert au RC Lens avorté par la direction nationale du contrôle de gestion, Yoann Touzghar est finalement prêté au club nordiste le 20 août 2012. En parallèle de ce prêt, Touzghar prolonge son contrat avec l'Amiens SC jusqu'en 2015. Ce prêt intervient trois jours après que Touzghar marque le but de la victoire de l'Amiens SC contre le FC Rouen lors de la troisième journée du championnat de National. Le 29 octobre 2012, lors de la douzième journée du championnat de France de L2 et la réception de Clermont-Ferrand, il inscrit son premier but sous les couleurs lensoises (2-2). La saison ne se passe pas comme prévu puisque les Lensois ne finissent même pas dans la première partie du championnat mais Touzghar sait se mettre en valeur et plaire aux supporters nordistes.
À la fin de son prêt, Yoann Touzghar s'engage pour trois saisons au RC Lens devenant ainsi la première recrue de l'ère Martel-Mammadov. Fragilisé par plusieurs pépins physiques à partir du début de saison, l'attaquant revient en forme, inscrivant un but lors de chaque rencontre de Ligue 2 entre la 17e et la 20e journée (Angers, Istres, Brest et Dijon) pour totaliser six buts en championnat (huit toutes compétitions confondues).
Lors de la 32e journée et la réception de Niort devant 37 101 spectateurs, Touzghar marque à la 90+5e son onzième but de la saison en championnat, son treizième toutes compétitions confondues, malgré ses crampes (2-0).

### Club africain (2015-2016)
Il signe le 11 juillet 2015 un contrat avec le Club africain.

### Retour en France (depuis 2016)
Le 5 juillet 2016, il s'engage avec l'AJ Auxerre bien qu'il soit encore sous contrat avec le Club africain, son contrat étant cependant résilié car ce dernier avait cessé de lui verser son salaire depuis trois mois. Si son ancien club essaie de s'opposer à son changement de club, Yoann Touzghar est autorisé par la FIFA à jouer son premier match avec Auxerre à partir de la fin août 2016, soit près d'un mois après le début officiel de la saison de Ligue 2 en France.
Il s'engage au FC Sochaux lors du mercato d'hiver en janvier 2017 après seulement six mois passés à l'AJ Auxerre ; il y restera jusqu'à la fin de son contrat en juin 2018.
Le 1er juillet 2018, libre de tout contrat, il s'engage pour deux saisons avec l'ESTAC Troyes qui vient de redescendre en Ligue 2.
Après quatre saisons passées à l'ESTAC Troyes, et permettant de regagner une place en Ligue 1 lors de la saison 2020-2021 il résilie son contrat avec le club aubois et s'engage librement le 24 août 2022 à l'AC Ajaccio pour deux saisons.

### Équipe nationale
Possédant les nationalités française, tunisienne et marocaine, il porte son choix vers l'équipe de Tunisie, pendant que son frère cadet Rayan Touzghar opte pour une carrière avec l'équipe du Maroc des moins de 20 ans.
Le 27 décembre 2014, Yoann Touzghar figure dans la liste des 26 joueurs pré-convoqués en équipe nationale de Tunisie pour la CAN 2015.
Il effectue son retour en sélection le 30 décembre 2021, cinq ans après avoir pris une première fois sa retraite internationale.

## Statistiques

### En club
| Saison                | Club                   | Championnat           | Championnat | Championnat | Coupe nationale | Coupe nationale | Coupe de la Ligue | Coupe de la Ligue | Total | Total |
| Saison                | Club                   | Division              | M.          | B.          | M.              | B.              | M.                | B.                | M.    | B.    |
| 2010-2011             | Amiens SC              | National              | 36          | 8           | 4               | 1               | 1                 | 0                 | 41    | 9     |
| 2011-2012             | Amiens SC              | Ligue 2               | 31          | 6           | -               | -               | 1                 | 0                 | 32    | 6     |
| 2012-2013             | Amiens SC              | National              | 1           | 1           | -               | -               | 1                 | 0                 | 2     | 1     |
| Sous-total            | Sous-total             | Sous-total            | 68          | 15          | 4               | 1               | 3                 | 0                 | 75    | 16    |
| 2012-2013             | RC Lens (prêt)         | Ligue 2               | 24          | 11          | 4               | 2               | -                 | -                 | 28    | 13    |
| 2013-2014             | RC Lens                | Ligue 2               | 30          | 12          | 2               | 1               | 2                 | 1                 | 34    | 14    |
| 2014-2015             | RC Lens                | Ligue 1               | 29          | 8           | -               | -               | -                 | -                 | 29    | 8     |
| Sous-total            | Sous-total             | Sous-total            | 83          | 31          | 6               | 3               | 2                 | 1                 | 91    | 35    |
| 2015-2016             | Club africain          | Ligue I Pro           | 6           | 1           | -               | -               | -                 | -                 | 6     | 1     |
| 2016-2017             | AJ Auxerre             | Ligue 2               | 12          | 3           | -               | -               | 1                 | 0                 | 13    | 3     |
| 2016-2017             | FC Sochaux-Montbéliard | Ligue 2               | 14          | 1           | -               | -               | -                 | -                 | 14    | 1     |
| 2017-2018             | FC Sochaux-Montbéliard | Ligue 2               | 33          | 6           | 2               | 0               | -                 | -                 | 35    | 6     |
| Sous-total            | Sous-total             | Sous-total            | 47          | 7           | 2               | 0               | -                 | -                 | 49    | 7     |
| 2018-2019             | ESTAC Troyes           | Ligue 2               | 34          | 14          | 2               | 2               | 2                 | 0                 | 38    | 16    |
| 2019-2020             | ESTAC Troyes           | Ligue 2               | 16          | 4           | 1               | 0               | 1                 | 0                 | 18    | 4     |
| 2020-2021             | ESTAC Troyes           | Ligue 2               | 36          | 16          | -               | -               | -                 | -                 | 36    | 16    |
| 2021-2022             | ESTAC Troyes           | Ligue 1               | 28          | 4           | 1               | 0               | -                 | -                 | 29    | 4     |
| Sous-total            | Sous-total             | Sous-total            | 114         | 38          | 4               | 2               | 3                 | 0                 | 121   | 40    |
| 2022-2023             | AC Ajaccio             | Ligue 1               | 11          | 0           | -               | -               | -                 | -                 | 11    | 0     |
| 2023-2024             | AC Ajaccio             | Ligue 2               | 28          | 5           | 1               | 0               | -                 | -                 | 29    | 5     |
| 2024-2025             | AC Ajaccio             | Ligue 2               | 9           | 1           | 1               | 0               | -                 | -                 | 10    | 1     |
| Sous-total            | Sous-total             | Sous-total            | 48          | 6           | 2               | 0               | -                 | -                 | 50    | 6     |
| Total sur la carrière | Total sur la carrière  | Total sur la carrière | 378         | 101         | 18              | 6               | 9                 | 1                 | 405   | 108   |

### En sélection nationale
| Saison                | Sélection             | Phases finales        | Phases finales | Phases finales | Phases finales | Éliminatoires | Éliminatoires | Éliminatoires | Matchs amicaux | Matchs amicaux | Matchs amicaux | Total | Total | Total |
| Saison                | Sélection             | Compétition           | M              | B              | Pd             | M             | B             | Pd            | M              | B              | Pd             | M     | B     | Pd    |
| --------------------- | --------------------- | --------------------- | -------------- | -------------- | -------------- | ------------- | ------------- | ------------- | -------------- | -------------- | -------------- | ----- | ----- | ----- |
| 2014-2015             | Tunisie               | -                     | -              | -              | -              | 1             | 1             | 1             | -              | -              | -              | 1     | 1     | 1     |
| 2015-2016             | Tunisie               | -                     | -              | -              | -              | 1             | 0             | 0             | -              | -              | -              | 1     | 0     | 0     |
| 2016-2017             | Tunisie               | -                     | -              | -              | -              | -             | -             | -             | 1              | 0              | 0              | 1     | 0     | 0     |
| 2017-2018             | Tunisie               | -                     | -              | -              | -              | 2             | 0             | 0             | -              | -              | -              | 2     | 0     | 0     |
| 2021-2022             | Tunisie               | CAN 2021              | 1              | 0              | 0              | -             | -             | -             | -              | -              | -              | 1     | 0     | 0     |
| Total sur la carrière | Total sur la carrière | Total sur la carrière | 1              | 0              | 0              | 4             | 1             | 1             | 1              | 0              | 0              | 6     | 1     | 1     |

## Palmarès
Yoann Touzghar est champion de France de Ligue 2 en 2021 avec l'ESTAC Troyes.